# 310 Margarita
A 310 Margarita a Naprendszer kisbolygóövében található aszteroida. Auguste Charlois fedezte fel 1891. május 16-án.